# Leu Energie
Die Leu Energie GmbH & Co. KG ist ein deutsches Energieversorgungsunternehmen mit Sitz im fränkischen Hof. Zur Leu Gruppe gehören sechs weitere Unternehmen, die in unterschiedlichen Bereichen der Energieversorgung tätig sind.

## Geschichte
Am 17. August 1949 gründete Heinz Leu die Vertretung für Mineralölprodukte und Asphalte. Der Grund für die Unternehmensgründung war, dass die Esso AG zu dieser Zeit nach Geschäftsleuten suchte, die die Betreuung ihrer Kunden übernehmen konnten. Leu übernahm mit seinem Unternehmen zunächst Kundenbesuche für Esso.
Nachdem sich im Bayerischen Töpen über die B2 der Transitverkehr nach Berlin geöffnet hatte, errichtete Leu dort 1954 eine Tankstelle mit einer Raststätte. In den folgenden Jahren baute er das Unternehmen weiter aus und nach der Grenzöffnung begann das Unternehmen zu expandieren. Der Sohn des Gründers, Wolfgang Leu, stieg zu dieser Zeit in das Unternehmen ein und übernahm die Geschäftsführung. Unter seiner Leitung wurde 1959 im fränkischen Hof ein neues Bürogebäude errichtet, an dem sich seitdem der Sitz des Unternehmens befindet.
Das Unternehmen entwickelte sich schließlich zu einem Energieversorgungsunternehmen, und 2001 wurde die Leu Energie GmbH & Co. KG gegründet. Es folgten mehrere Übernahmen in der Region, beispielsweise im Jahr 2019 die Niederlassung der Total Mineralöl in Hof, woraus sich eine Partnerschaft mit der TotalEnergies entwickelte. Von der Firma Roth Energie konnte im Jahr 2020 eine Niederlassung in Greiz (ehemals Calpam) als Verkaufsbüro der Leu Energie erworben werden. Durch die Vertriebspartnerschaft mit ExxonMobil und TotalEnergies wurde zudem das Schmierstoffgeschäft ausgebaut.
2023 wurde ein neues Tanklager in Breitengüßbach in Betrieb genommen und eine Kooperation mit der Baywa AG eingegangen, einem Betreiber von Tankstellen. Durch die Kooperation wurde die Tankstellenkarte von Leu Energie im gesamten Tankstellennetz der BayWa akzeptiert.

## Unternehmensstruktur

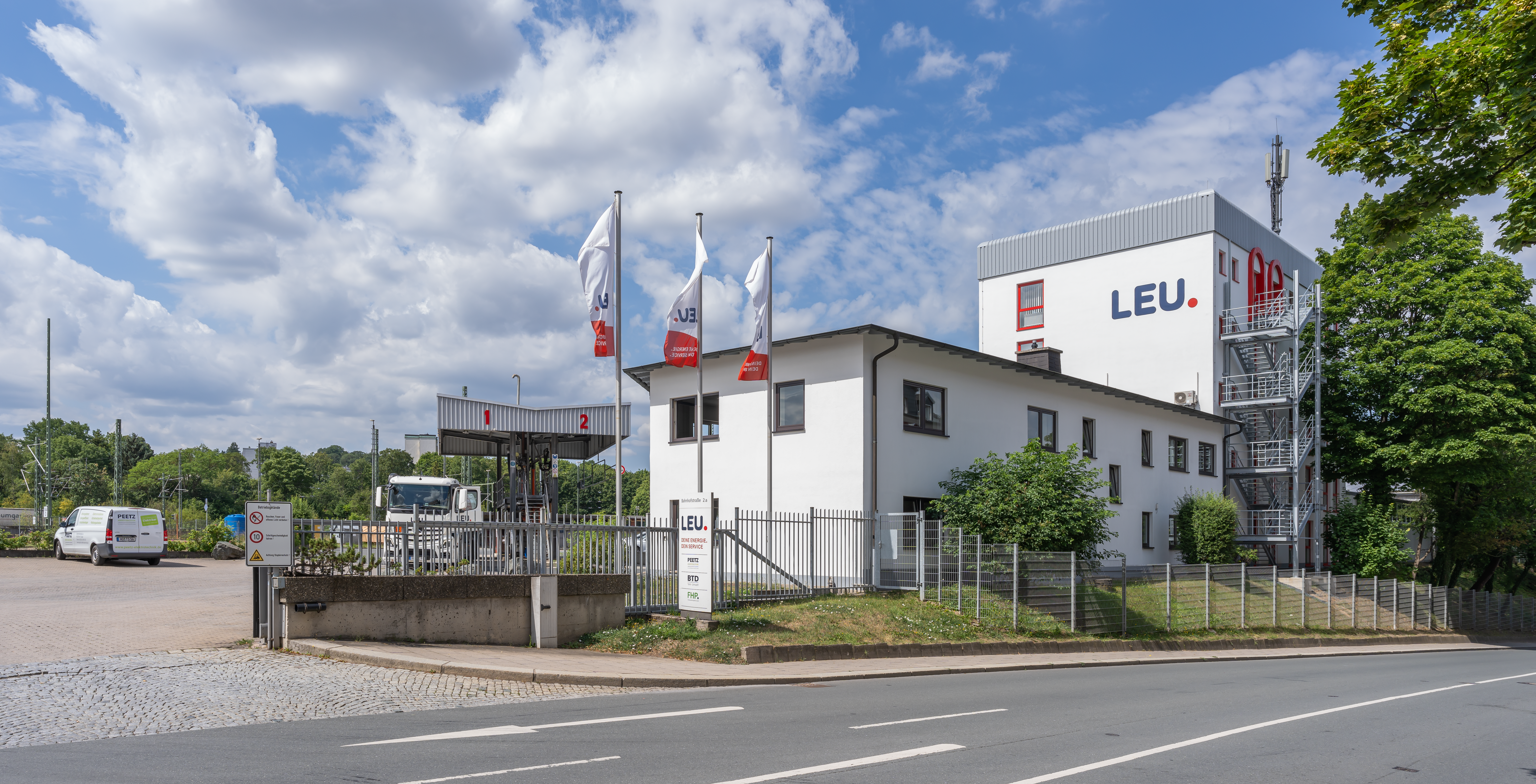
Sitz des Unternehmens in Hof (Saale)

Zur Leu Gruppe gehören weitere Tochter- und Schwesterunternehmen. So gibt es neben der Leu Energie GmbH & Co. KG die FHP Frankenwald Holzpellets GmbH, die Max Maisel Vertriebsgesellschaft GmbH, die BTD GmbH für Tankanlagen, Ölabscheider, Leckanzeiger und Elektrotechnik, die Leu Energie GmbH (ehemalig Zaubzer Energie GmbH) in Burglengenfeld bei Regensburg und die Leu Energie Bamberg GmbH in Breitengüßbach (ehemalig Bartosch Energie GmbH). Am Unternehmenssitz in Hof besteht ein großes Tanklager, von dem aus die Region mit Heizöl und Kraftstoffen versorgt wird. Geschäftsführer des Familienunternehmens sind Sebastian Leu und Julian Bunzmann.
Das Unternehmen betreibt darüber hinaus eigene Tankstellen in der Region Bayern und ist im Verbund von tankpool24 mit eigener Tankkarte.

## Produkte
Das Unternehmen vertreibt bundesweit Ökostrom aus 100 % Wasserkraft sowie Erdgas mit flexiblen Tarifoptionen und Preisgarantien von 3 bis 24 Monaten. Die Erdgas-Tarife können optional als klimafreundliche Tarife gewählt werden, bei denen die CO2-Emissionen durch Investitionen in Klimaschutzprojekte nach eigener Aussage des Unternehmens kompensiert werden sollen. Regionale Angebote umfassen Holzpellets mit ENplus-Zertifizierung sowie verschiedene Sorten von Heizöl, darunter Standard- und Premiumheizöl. Auch sogenanntes klimafreundliches Heizöl soll nach eigenen Angaben durch Klimaschutzprojekte kompensiert werden. Zudem bietet Leu Energie eine Tank- und Ladekarte (Leu Mobility Card), die für Unternehmen mit großen Fuhrparks konzipiert ist, sowie ein Netzwerk von regionalen Tankstellen. Für Gewerbekunden vertreibt das Unternehmen zudem Schmierstoffe und Fette bundesweit und bietet außerdem Kraftstoffe an. Darüber hinaus werden regionale Services für Tanks und Tankanlagen sowie Elektro-Dienstleistungen zur Verfügung gestellt.

## Kritik
Laut einer Recherche von correctiv aus dem Jahr 2024 gehörte Leu Energie zu einer Gruppe von 116 Gasversorgern, die „in den vergangenen 13 Jahren CO2-Gutschriften aus Klimaschutzprojekten genutzt [hatten], die laut wissenschaftlicher Einschätzung nicht plausibel nachweisen können, dass Emissionen tatsächlich reduziert oder eingespart wurden“.

## Auszeichnungen
- 2021: Deutscher Servicepreis: Service per Telefon & E-Mail vom Deutschen Institut für Servicequalität im Auftrag von n-tv[23]
- 2021: Urkunde als Auszeichnung für den Umwelt- und Klimaschutz, verliehen vom Bayerischen Staatsministerium für Umwelt und Verbraucherschutz[24][25]
- 2020: Nachhaltigste Stromanbieter 2020, verliehen von der Wirtschaftswoche in Kooperation mit: Handelsblatt Research Institute[26]